# Pasi Schwalger
Pasi Schwalger (* 16. Oktober 1982 in Mulinuʻu) ist ein samoanischer Fußballspieler.
Schwalger, der väterlicherseits deutscher Abstammung ist, spielt auf der Position des Torhüters. Seine Vereinsstationen waren die australischen Fußballclubs Preston Lions (2000–2004), Green Gully SC (2005–2006), Heidelberg United (2007), Fawkner Blues (2008) und Werribee City Bees (2009), Heidelberg Football Club (2010). Im Jahr 2009 wurde ein möglicher Wechsel zu einem griechischen Erstligaverein gemeldet.
Der Torhüter gehört dem Kader der samoanischen Fußballnationalmannschaft an und bestritt für sie im Jahre 2007 vier WM-Qualifikations-Länderspiele gegen Vanuatu, Amerikanisch-Samoa, Tonga und die Salomonen.